# (706765) 2010 TK7
(706765) 2010 TK7 è un asteroide troiano della Terra.
L'oggetto è stato il primo del suo tipo a essere scoperto, nell'ottobre del 2010, attraverso il Wide-field Infrared Survey Explorer (WISE), un telescopio orbitante della NASA per l'osservazione nell'infrarosso, in prossimità del punto di Lagrange L4, che precede la Terra nella sua orbita attorno al Sole. Successive osservazioni nel visibile hanno permesso di stabilire che l'asteroide segue una traiettoria complessa (indicata come librazione) attorno a tale punto di equilibrio, confermandone la natura di asteroide troiano della Terra.
Per 2010 TK7 è stato stimato un diametro di circa 300 m.

## Scoperta
Le prime immagini di 2010 TK7 risalgono al 1º ottobre 2010, quando l'asteroide fu fotografato nel corso della campagna di ricerca di Near-Earth Object (NEO) condotta attraverso il telescopio spaziale Wide-field Infrared Survey Explorer (WISE) della NASA, operante nell'infrarosso. Al momento della scoperta, l'asteroide appariva come un oggetto della ventunesima magnitudine, posto in prossimità del punto di Lagrange L4.
Successive osservazioni nel visibile hanno permesso nel maggio del 2011 di determinarne l'orbita dell'asteroide, confermandone la natura di troiano della Terra. È stato infine dato annuncio della scoperta il 27 luglio 2011.

## Caratteristiche fisiche e orbitali
Per 2010 TK7 è stata stimata una magnitudine assoluta di circa 20,6. Assumendo un'albedo di 0,1, il suo diametro è stato stimato in 300 metri. Ad agosto del 2013 non sono disponibili dati spettrali che possano fornire indicazioni sulla sua composizione.
L'asteroide completa un'orbita, al pari della Terra, in un anno. L'orbita, inclinata di circa 21° rispetto al piano dell'eclittica, è moderatamente eccentrica (e = 0,191) e nell'anno lo porta a raggiungere distanze comprese tra 0,81 au (valore raggiunto al perielio) e 1,19 au (all'afelio). Ciò lo qualifica come appartenente alla categoria degli asteroidi Apollo.

Il diagramma mostra i cinque punti di Lagrange nel sistema Sole-Terra.

Come detto, la sua posizione è prossima al punto di Lagrange L4 del sistema Sole-Terra. I punti di Lagrange sono punti di equilibrio in un sistema dinamico a due corpi, di cui uno molto più massiccio dell'altro, com'è nel caso del Sole e della Terra. Nello specifico, il punto L4 precede il pianeta nella sua orbita e può essere individuato approssimativamente dall'intersezione dell'orbita della Terra con una retta con origine il centro di massa del sistema ed inclinata di 60° rispetto alla congiungente Terra-Sole.
Gli asteroidi troiani non occupano esattamente un punto di Lagrange, ma librano attorno ad essi, percorrendo dei circuiti elongati attorno al punto stesso se osservati in un sistema di riferimento rotante in cui il pianeta ed i punti di Lagrange risultano stazionari. 2010 TK7 è soggetto a librazioni molto allungate. La minima distanza dalla Terra che la sua orbita gli consente di raggiungere è di circa 20 milioni di chilometri, superiore a 50 volte la distanza tra la Terra e la Luna.
Connors et al. hanno calcolato che l'orbita di 2010 TK7 è stabile su un periodo superiore a diecimila anni. Tuttavia essa è stata e probabilmente sarà in futuro soggetta a delle variazioni. È possibile infatti sfruttare delle instabilità proprie del problema dei tre corpi ristretto per dei trasferimenti di massa entro il sistema. È quindi possibile che l'asteroide abbia occupato in passato o che possa occupare in futuro una posizione prossima a L5, raggiunta transitando per L3; oppure che possa un giorno percorrere un'orbita a ferro di cavallo.